# Deadheading
Il deadheading consiste nella pratica di trasportare gratuitamente il personale di una compagnia di trasporti durante un normale viaggio a finalità commerciali in modo che possa trovarsi nel posto giusto per iniziare le proprie mansioni.
Nell'uso ferroviario degli Stati Uniti, il termine può essere utilizzato anche per il movimento del personale ferroviario da o verso un treno utilizzando un altro mezzo di trasporto veicolare, poiché il servizio ferroviario passeggeri è raro o inesistente in molte aree.